# 长沙警世堂
长沙警世堂，是中国湖南省长沙市的一座前基督复临安息日会教堂，位于芙蓉区南阳街76号（旧名府正街）。
长沙警世堂由美国基督复临安息日会传教士赖以德牧师开辟于1911年，1933年重建，三层西式红砖楼房。1938年在文夕大火中受损，1946年重建。
1958年实行联合礼拜后，警世堂被街道医院占用。1980年代以后，警世堂为湖南省基督教两会办公楼，出租给潇湘艺术团。
2003年南阳街拆迁，警世堂得以保留。
长沙的基督复临安息日会信徒于1986年恢复聚会，目前在外湘春街城北堂后的小屋内进行。